# Gare de Dol-de-Bretagne
Gare de Dol-de-Bretagne – stacja kolejowa w Dol-de-Bretagne, w departamencie Ille-et-Vilaine, w regionie Bretania, we Francji. Jest zarządzana przez SNCF (budynek dworca) i przez RFF (infrastruktura). 
Stacja jest obsługiwana przez pociągi TGV, TER Bretagne i TER Basse-Normandie. 

## Położenie
Jest węzłem kolejowym na linii Rennes – Saint-Malo, w km 431,304, pomiędzy stacjami Bonnemain i La Fresnais; oraz linii Lison – Lamballe, w km 137,511, między stacjami Pontorson - Mont-Saint-Michel i Plerguer, na wysokości 21 m n.p.m.

## Linie kolejowe
- Rennes – Saint-Malo
- Lison – Lamballe